# إمداد معتمد على المنخفضات
يطلق عليه كذلك اسم إمداد المياه الجوفية المعتمد على المنخفضات. في علم الهيدرولوجيا، يعني الإمداد تجديد إمداد المياه المحجوزة تحت الأرض في تشكيل جيولوجي. بل إن طبقات المياه الجوفية السطحية تكون داخل التربة.

## الإمداد
إذا سقطت المياه بشكل غير متسق على حقل بحيث لم يتم تجاوز سعة الحقل للتربة، فإن مقدار قليل للغاية من المياه يخترق التربة ويصل إلى الطبقات الجوفية. وفي المقابل، إذا تجمعت المياه في شكل برك في المناطق المنخفضة، يمكن أن يتجاوز نفس مقدار المياه المركز على مساحة أصغر سعة الحقل؛ مما يؤدي إلى اختراق المياه للطبقات الجوفية وإعادة إمداد المياه الجوفية. وكلما زادت مساحة الجريان السطحي المساهمة بشكل نسبي، زادت نسبة تركيز الاختراق. ويطلق على العملية المتكررة، التي تنطوي على سقوط المياه بشكل غير متسق نسبيًا على منطقة ما، ثم تدفقها إلى الطبقات الجوفية بشكل انتقائي تحت منخفضات سطحية، اسم الإمداد المعتمد على المنخفضات. وترتفع نسبة المياه الجوفية تحت مثل تلك المنخفضات.

## ضغط المنخفضات
يمكن أن يكون إمداد المياه الجوفية المعتمد على المنخفضات أمرًا هامًا للغاية في المناطق القاحلة. وتساهم المزيد من الأمطار في توفير الإمدادات من المياه الأرضية.
كما يؤثر إمداد المياه الجوفية المعتمد على المنخفضات بشكل كبير كذلك على نقل الملوثات إلى المياه الأرضية. ويكون هذا الأمر هامًا للغاية في المناطق التي تحتوي على تكوينات كارستية جيولوجية، لأن المياه يمكن أن تذيب في النهاية أنفاقًا على طول الطريق حتى الوصول إلى طبقات المياه الجوفية، أو التدفقات المقطوعة بخلاف ذلك. وهذا الشكل المفرط للتدفق التمييزي يسرع نقل الملوثات وتآكل تلك الأنفاق. وبتلك الطريقة، تميل المنخفضات إلى احتجاز الجريان السطحي للمياه، قبل أن تتدفق إلى موارد المياه المعرضة للخطر، ويمكن أن تصل إلى المياه الجوفية مع مرور الوقت. ويؤدي خلق التجاويف في الأسطح ووصولاً إلى الأنفاق إلى تكوين الحفر أو الكهوف.
وتؤدي البرك الأعمق إلى الضغط على المياه ودفعها داخل الأرض بشكل أسرع. وتنقل التدفقات الأسرع للمياه الملوثات، التي يتم امتصاصها في الحالات الأخرى في التربة، حيث يؤدي ذلك إلى نقلها مع المياه. ويمكن أن يؤدي ذلك إلى نقل الملوثات بشكل مباشر إلى مناسيب المياه الجوفية تحت سطح الأرض وفي إمدادات المياه الجوفية. وبالتالي، تكون جودة المياه التي تتجمع في أحواض الترسيب السريع مثار اهتمام خاص.

## التلوث
تتجمع الملوثات الموجودة في الجريان السطحي لمياه الأمطار في أحواض الاحتجاز. ويمكن أن تؤدي زيادة تركيز الملوثات التي تساعد على التحلل إلى تسريع التحليل البيولوجي. ومع ذلك، عندما وأينما تكون مناسيب المياه الجوفية مرتفعة، فإن ذلك يؤثر على التصميم المناسب لبرك الاحتجاز وبرك الحفاظ على المياه وحدائق الأمطار.